# ワイルドフラワー (シェリル・クロウのアルバム)
| 専門評論家によるレビュー | 専門評論家によるレビュー |
| 総スコア                 | 総スコア                 |
| 出典                     | 評価                     |
| ------------------------ | ------------------------ |
| Metacritic               | (63/100)                 |
| レビュー・スコア         |                          |
| 出典                     | 評価                     |
| Allmusic                 | [ 2 ]                    |
| Blender                  | [ 3 ]                    |
| Entertainment Weekly     | C+                       |
| PopMatters               | (3/10)                   |
| Q                        | [ 6 ]                    |
| Robert Christgau         | [ 7 ]                    |
| Rolling Stone            | [ 8 ]                    |
| Slant Magazine           | [ 9 ]                    |

『ワイルドフラワー』(en: Wildflower）は2005年9月27日にリリースされたアメリカのシンガー・ソングライターのシェリル・クロウによる5枚目のスタジオ・アルバム。Billboard 200に2位で初登場したのにもかかわらず、評価はまちまちで、これまでの作品と比べて商業的にも成功せず、全英アルバムチャートでも最高25位にとどまった（クロウのそれまでのスタジオ・アルバムはすべてトップ10入りしている）。
しかしながら、このアルバムは2005年12月にグラミー賞の最優秀ポップ・ヴォーカル・アルバム賞 に、クロウ自身も「グッド・イズ・グッド」で最優秀女性ポップ・ヴォーカル・パフォーマンス賞にノミネートされた。
アルバムは2005年12月に米国でプラチナ認定され 、2008年1月に店頭売り上げが94万9000枚に達した。
リードシングル「グッド・イズ・グッド」のプロモーションビデオや、アルバム収録曲のアコースティックバージョンが収められたDVDを含むデラックス版もリリースされた。

## 収録曲
1. 「アイ・ノウ・ホワイ」"I Know Why" (クロウ) – 4:15
2. 「パーフェクト・ライ」"Perfect Lie" (クロウ) – 4:34
3. 「グッド・イズ・グッド」"Good Is Good" (クロウ、ジェフ・トロット) – 4:18
4. 「チャンセズ・アー」"Chances Are" (クロウ、トロット) – 5:16
5. 「ワイルドフラワー」"Wildflower" (クロウ) – 3:57
6. 「ライフタイムス」"Lifetimes" (クロウ、トロット) – 4:12
7. 「レター・トゥ・ゴッド」"Letter to God" (クロウ、トロット) – 4:04
8. 「リヴ・イット・アップ」"Live It Up" (クロウ、トロット) – 3:42
9. 「アイ・ドント・ウォナ・ノウ」"I Don't Wanna Know" (クロウ、トロット) – 4:28
10. 「オルウェイズ・オン・ユア・サイド」"Always on Your Side" (クロウ) – 4:15
11. 「ホエア・ハズ・オール・ザ・ラヴ・ゴーン」"Where Has All the Love Gone" (クロウ、トロット) – 3:40
12. 「ワイルドフラワー（アコースティック）"Wildflower (Acoustic)" (クロウ) [ラテンアメリカ、英国、日本、オーストラリア版ボーナストラック]
13. 「ホエア・ハズ・オール・ザ・ラヴ・ゴーン（アコースティック）」"Where Has All the Love Gone (Acoustic)" (クロウ、トロット) [英国および日本版ボーナストラック]
14. 「レター・トゥ・ゴッド（アコースティック）」"Letter to God (Acoustic)" (クロウ、トロット) [日本版ボーナストラック]

## デラックス版DVD
1. 「オルウェイズ・オン・ユア・サイド（スティングと共演）」"Always On Your Side"(with Sting)  – 4:13
2. 「イフ・イット・メイクス・ユー・ハッピー（ライヴ）」"If it Makes You Happy" (live)  – 5:14
3. 「ホエア・ハズ・オール・ザ・ラヴ・ゴーン（アコースティック）」"Where Has All the Love Gone" (acoustic version)  – 3:39
4. 「レター・トゥ・ゴッド（アコースティック）」"Letter to God" (acoustic version)  – 3:34

## チャート
| チャート(2005年)                 | 最高位 |
| -------------------------------- | ------ |
| オーストラリア (ARIA)            | 98     |
| オーストリア (Ö3 Austria Top 75) | 51     |
| ベルギー フランダース (Ultratop) | 58     |
| ベルギー ワロン (Ultratop)       | 87     |
| カナダ (Canadian Albums Chart)   | 1      |
| フランス (SNEP)                  | 61     |
| ドイツ (Media Control Charts)    | 21     |
| 日本 (オリコン)                  | 20     |
| オランダ (MegaCharts)            | 54     |
| スペイン (PROMUSICAE)            | 97     |
| スウェーデン (Sverigetopplistan) | 48     |
| スイス (Swiss Music Charts)      | 17     |
| 英国 (UK Albums Chart)           | 25     |
| 米国 (Billboard 200)             | 2      |
| 米国 (Top Internet Albums)       | 2      |

| チャート (2005年)    | 順位 |
| -------------------- | ---- |
| 米国 (Billboard 200) | 148  |

## ミュージックビデオ
- 「グッド・イズ・グッド」
- 「オルウェイズ・オン・ユア・サイド」スティングと共演
- 「パーフェクト・ライ」アコースティックバージョン
- 「アイ・ドント・ウォナ・ノウ」ドキュメンタリー番組 "Saving the American Wild Horse" から

以下のビデオが『ワイルドフラワー』DVDに収録されている
- 「グッド・イズ・グッド」アコースティックバージョン
- 「アイ・ノウ・ホワイ」アコースティックバージョン
- 「ホエア・ハズ・オール・ザ・ラヴ・ゴーン」アコースティックバージョン
- 「オルウェイズ・オン・ユア・サイド」アコースティックバージョン
- 「レター・トゥ・ゴッド」アコースティックバージョン
- 「ライフタイムス」アコースティックバージョン

## パーソネル
- エイブ・ラボリエル・ジュニア – ドラムス
- アリ・ヘレンワイン – 弦楽編曲
- アレン・サイズ – 弦楽器エンジニア
- アンディ・シャープ – アシスタントエンジニア
- ボブ・ラドウィック – マスタリング
- ブランドン・ダンカン – アシスタントエンジニア
- ブライアン・マクラウド – ドラムス、アコーステックギター
- ブライアン・ヴィバーツ – アシスタントエンジニア
- ブルース・カファン – ペダルスティールl
- カーター・スミス – 写真撮影
- ダニエル・チェイス – カシオ、ドラムス、エンジニア、パーカッション、プログラミング
- デイヴ・ウェイ – エンジニア
- デヴィッド・キャンベル – 弦楽編曲
- ディーン・バスカヴィルe – エンジニア
- ドリュー・ヴォンダーハー – アシスタントエンジニア
- エリック・ダンチック – アシスタントエンジニア
- エリン・ファミリア – アシスタントエンジニア
- グレッグ・ライス – バリトンギター、ペダルスティール
- グスタボ・パパ―レオ – ジャケット写真
- ジェイミー・ミュホベラック – キーボード
- ジェフ・モーゼス – アシスタントエンジニア
- ジェフ・ロスチャイルド – ドラムス、エンジニア、ミキシング、プログラミング
- ジェフ・トロット – ベース、ドラムプログラミング、アコースティックギター、エレクトリックギター、キーボード、ピアノ、プロデューサー、スライドバラライカ、シンセサイザーベース、バックグラウンドヴォーカル、ワーリッツァ―
- ジミー・ホイソン – アシスタントエンジニア
- ジョエル・デルーイン – コンサートマスター
- ジョン・シャンク – バンジョー、ベース、アコースティックギター、エレクトリックギター、キーボード、ミキシング、プロデューサー、バックグラウンドヴォーカル
- キース・シュライナー – ドラムプログラミング
- ケヴィン・ハープ – アシスタントエンジニア
- マイク・エリゾンド – ベース
- パム・ワーザイマー – 制作調整
- Psyop – 美術監督、デザイン、イラスト
- ロジャー・ジョセフ・マニング・ジュニア – ピアノ
- スクーター・ワインスローブ – マネージメント
- シャーリ・サトクリフ – 契約、制作調整
- シェリル・クロウ – ベース、アコースティックギター、ハーモニーヴォーカル、キーボード、ピアノ、プロデューサー、ヴォーカル、バックグラウンドヴォーカル、ワーリッツァ―
- シェリル・ニールズ – ジャケット写真、写真撮影
- スティーヴ・チャーチヤード – 弦楽器エンジニア
- トリーナ・シューメーカー – エンジニア